# Josée Lejeune
Josée Lejeune (Luik, 24 april 1959) is een Belgisch politica van de Mouvement Réformateur.

## Levensloop
Lejeune studeerde af als gegradueerde in het directiesecretariaat. Ze werkte bij De Post en bij de Hulpkas voor Werkloosheidsuitkeringen en was kabinetsmedewerker van minister Philippe Monfils.
Van 1999 tot 2010 was ze voor de MR lid van de Kamer van volksvertegenwoordigers. Ook werd ze van 1995 tot 1999 provincieraadslid van de provincie Luik en is ze sinds 1988 gemeenteraadslid van Fléron, waar ze sinds 2010 schepen is, een mandaat dat ze eerder ook uitoefende van 1993 tot 2006.
In 2007 werd ze benoemd tot ridder in de Leopoldsorde